# Thierry Lodé
Thierry Lodé, né en 1956 à Tarbes, est un biologiste français, professeur en écologie évolutive et spécialiste de la sexualité des animaux. Il est aussi impliqué en biologie évolutive et biologie de la conservation.

## Travaux
Directeur du laboratoire d'écologie animale de l'université d'Angers jusqu'en 2002, il a été codirecteur de l'UMR MA Paysages et Biodiversité avant d'intégrer en 2006 l'équipe « UMR 6552 CNRS Rennes 1 EVE » (Éthologie éVolution Écologie) de l'université de Rennes 1.
Thierry Lodé s'est largement impliqué dans la protection de la nature et la conservation des carnivores sauvages. Il est aussi un militant libertaire. Il s'est engagé dans de nombreuses luttes sociales. Fervent partisan de l'abolition des peines carcérales, il a aussi développé des activités pour la liberté de la contraception dans « CHOISIR » notamment, et il est contre l'institution du mariage, pour l'égalité entre les sexes et pour une sexualité s'affranchissant des tabous des sociétés contemporaines. Il collabore au journal L'Endehors. Thierry Lodé est paraplégique à la suite d'une maladie de la moelle épinière.
À travers plus de 160 articles, ses travaux scientifiques comportent des publications sur la conservation de la biodiversité, (Vison d'Europe, Putois, Loutre, Castor, Hibou moyen-duc), des articles d'écologie (écologie du putois,de la fouine, défense des zones humides etc.) et surtout de nombreux articles sur les stratégies sexuelles des carnivores et des grenouilles, notamment l'article traitant de l'influence de la prédation du putois sur la sexualité des grenouilles (polyandrie) dans la revue Proceeding from the Royal Society Biology.

## La guerre des sexes chez les animaux
Dans son livre La guerre des sexes chez les animaux, consacré à l'étude du conflit sexuel, Thierry Lodé révèle que « chez les animaux, la sexualité est une série d'affrontements entre mâles, de coups de griffes entre femelles et de bagarres générales entre mâles et femelles. La copulation ne constitue finalement qu'une trêve relative. En sexualité, il n'y a pas de normes, seulement des variations et depuis l'homosexualité animale à la partouze des bonobos, tout semble permis. Darwin n'a qu'à bien se tenir ».
L'analyse du conflit sexuel montre l'importance des processus de coévolution antagoniste dans l'évolution. Le conflit sexuel entraîne un processus de coévolution antagoniste dans lequel un des sexes évolue en développant des traits manipulateurs tandis que l'autre sexe (souvent les femelles) contre cette évolution en manifestant des caractéristiques de résistances. Ce phénomène conduit à ce que Thierry Lodé appelle le tir à la corde évolutif. C'est la diversité des stratégies sexuelles qui entraîne l'émergence des espèces nouvelles (spéciation), la biodiversité est donc d'abord amoureuse.
Pour Thierry Lodé, la sexualité exclusive (monogamie exclusive, homosexualité exclusive, polygamie), n'existe pas dans la nature à l'exception de rares cas de monogamie obligatoire (comme chez les manchots). Par ailleurs, l’attraction qu’exerce la beauté proviendrait biologiquement de l’effet des stimulus supranormaux. « En rompant ainsi avec la motivation à sens unique du phénotype par le génotype et en accordant une autonomie aux signaux par rapport à un niveau génotypique interprété comme seul réel, T. Lodé dresse un tableau de l’émergence et de la permanence des signaux dans la sélection sexuelle autrement plus prometteur que les modèles néo-darwiniens classiques. »
Enfin, plutôt que supposer que le sexe existerait dans l'évolution parce qu'il procurerait un avantage adaptatif, Lodé, dans sa théorie des bulles libertines propose que le sexe trouverait son origine dans un transfert archaïque de gènes (HGT) entre des bulles prébiotiques et sans le prérequis de la reproduction.

## Prises de position
Thierry Lodé s'est prononcé pour l'abolition du système carcéral.

## Œuvres
- Cours de génétique des populations, Éditions Ellipses, 1998 (SUDOC 011096632).
- Les Stratégies de reproduction des animaux, Éditions Dunod Masson Sciences, 2001 (SUDOC 058568301).
- La Guerre des sexes chez les animaux Une histoire naturelle de la sexualité, Éditions Odile Jacob, Paris, 2006  (ISBN 978-2-7381-1901-8) (SUDOC 15228303X).
- Amours animales, Éditions Mango-Fleurus, 2010.
- La Biodiversité amoureuse : le sexe et l’évolution Éditions Odile Jacob, 2011 (SUDOC 152287329).
- Pourquoi les animaux trichent et se trompent. Les Infidélités de l’évolution, Éditions Odile Jacob, 2013 (SUDOC 172542014).
- Manifeste pour une écologie évolutive : Darwin et après ?, Éditions Odile Jacob, 2014 (SUDOC 182331911).
- De la domination. Essai sur les falsifications du pouvoir (en co-écriture avec Tony Ferri), Éditions Libre et Solidaire, 2017 (BNF 45228570).
- Histoire naturelle du plaisir amoureux. Éditions Odile Jacob, 2020.
- Tous les sexes sont dans la nature. éditions Humensciences, 2021.

### Articles
- Avec Voltairine de Serque, « Un des documents les plus récents sur l’apparition de l’humanité. Pour une alternative anarchiste », Divergences, no 13, février 2009, texte intégral.
- Articles publiés sur le site l'En Dehors.
- (es) « Las siete virtudes del amor libre », Bella Ciao, 24 avril 2008, texte intégral.

### Radio
- France Culture : liste des émissions.

### Vidéo
- Sur La Biodiversité amoureuse, université d'Angers, voir en ligne.